# Joel McCrea

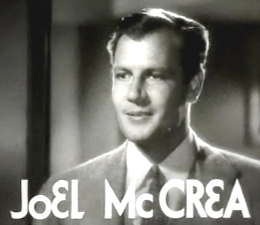
Joel McCrea în filmul „Woman Wanted” (1935)

Joel Albert McCrea (n. 5 noiembrie 1905, California, SUA – d. 20 octombrie 1990, Woodland Hills⁠(d), California, SUA) a fost un actor de film și de televiziune american.

## Filmografie parțială
- Torrent (1926) cascadorii
- The Enemy (1927) extra
- The Jazz Age (1929)
- Dynamite (1929)
- The Silver Horde (1930)
- Girls About Town (1931)
- Kept Husbands (1931)
- Business and Pleasure (1932)
- The Lost Squadron (1932)
- Bird of Paradise (1932)
- The Most Dangerous Game (1932)
- The Sport Parade (1932)
- Rockabye (1932)
- Bed of Roses (1933)
- Chance at Heaven (1933)
- The Silver Cord (1933)
- One Man's Journey (1933)
- Gambling Lady (1934)
- The Richest Girl in the World (1934)
- Private Worlds (1935)
- Barbary Coast (1935)
- Our Little Girl (1935)
- Woman Wanted (1935)
- Banjo on My Knee (1936)
- These Three (1936)
- Two in a Crowd (1936)
- Adventure in Manhattan (1936)
- Come and Get It (1936)
- Internes Can't Take Money (1937)
- Dead End (1937)
- Wells Fargo (1937)
- Youth Takes a Fling (1938)
- Union Pacific (1939)
- They Shall Have Music (1939)
- Espionage Agent (1939)
- He Married His Wife (1940)
- Primrose Path (1940)
- Foreign Correspondent (1940)
- Sullivan's Travels (1941)
- The Great Man's Lady (1942)
- The Palm Beach Story (1942)
- The More the Merrier (1943)
- Buffalo Bill (1944)
- The Great Moment (1944)
- The Unseen (1945)
- The Virginian (1946)
- Ramrod (1947)
- Four Faces West (1948)
- South of St. Louis (1949)
- Colorado Territory (1949)
- The Outriders  (1950)
- Stars in My Crown (1950)
- Saddle Tramp (1950)
- Frenchie (1950)
- Cattle Drive (1951)
- Hollywood Story (1951)
- The San Francisco Story (1952)
- Rough Shoot (1953)
- Lone Hand (1953)
- Border River (1954)
- Black Horse Canyon (1954)
- Stranger on Horseback (1955)
- Wichita (1955)
- The First Texan (1956)
- Gunsight Ridge (1957)
- The Oklahoman (1957)
- Trooper Hook (1957)
- The Tall Stranger (1957)
- Cattle Empire (1958)
- Fort Massacre (1958)
- The Gunfight at Dodge City (1959)
- Ride the High Country (1962)
- The Young Rounders (1966)
- Sioux Nation (1970)
- 1970 Cry Blood, Apache
- 1976 Mustang Country
- 1979 Vestul sălbatic (The Wild West), regia Laurence Joachim

## Legături externe
- Joel McCrea la Internet Movie Database
- Joel McCrea pe AllRovi
- Joel McCrea la TCM Movie Database
- Joel McCrea la Find a Grave
- Photographs and literature
- Joel McCrea Wildlife Preserve Arhivat în 24 septembrie 2010, la Wayback Machine.
- McCrea Ranch Arhivat în 25 iulie 2011, la Wayback Machine.